# Refugio de animales

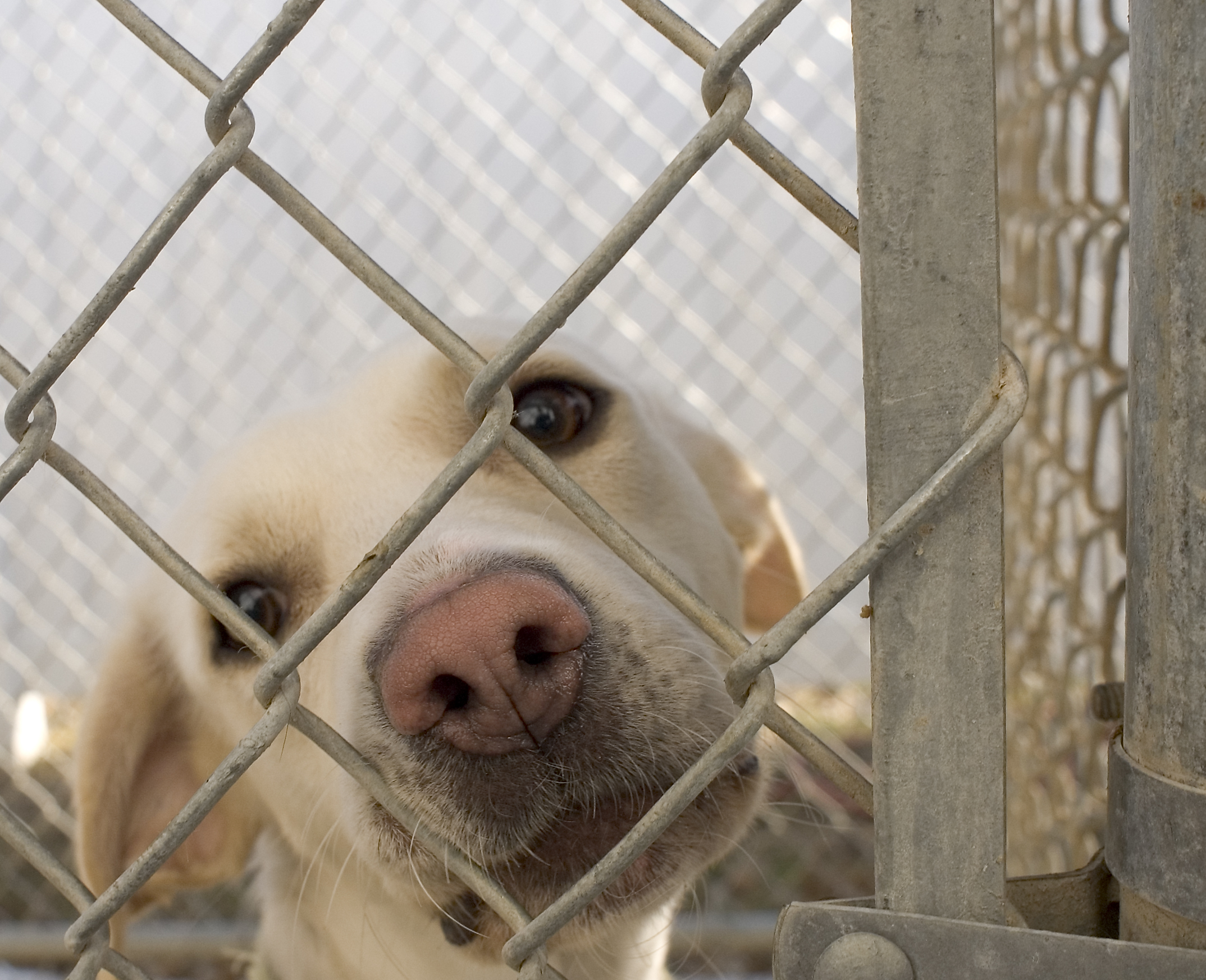
Perro en un refugio de animales, en Washington, Iowa.

Un refugio de animales es una instalación que sirve como espacio de acogida a animales sin hogar, perdidos o abandonados, en su mayoría, perros y gatos. 
En su mayoría se acogen, caso de España, según su comunidad, por la ley de protección de animales domésticos provincial, ya que no existe una ley a nivel nacional.
Normalmente, se busca que el animal sea adoptado por un nuevo propietario, aunque se puede enviar a otra instalación, como un santuario, o sacrificarlo por motivos de salud o imposibilidad de manutención.

## Tipos de refugios

### Protectoras de animales

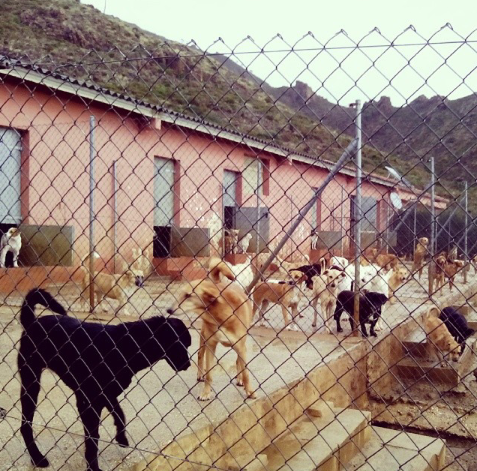
Protectora de animales.

Una protectora de animales se rige por un principio claro y simple: el respeto a la dignidad del animal. Estas organizaciones se posicionan en contra de toda acción de maltrato hacia los animales, sea cual sea su motivo. Sólo emplean el sacrificio de los animales que acogen cuando éstos padecen una enfermedad terminal y cuando existe un peligro para la sociedad. 
Las protectoras de animales basan su actividad en acoger los diferentes animales que carecen de hogar.
Las ayudas que reciben suelen ser de voluntarios que acogen temporalmente a los animales del albergue, generalmente los de corta edad.
Existen diferentes modos de colaborar: 
1. Haciéndose socios de la protectora.
2. Haciendo donativos económicos o bien materiales que sirvan de ayuda a los animales.
3. Colaborando en cualquier actividad (sacándoles a pasear, vacunarles, limpiarles, etc.).
4. Divulgando información.
5. Apadrinando los animales que se encuentran en la protectora.

### Servicio municipal de recogida de animales
El servicio de recogida municipal, o perrera, suelen ser empresas privadas con ánimo de lucro que son contratadas por los ayuntamientos para hacer cumplir las ordenanzas municipales y las leyes de bienestar animal de cada comunidad, relacionadas con la recogida de animales, y para proporcionar servicios relacionados con estos. Ofrecen servicio de adopción, ya que si el perro o el gato que llega a sus instalaciones no es reclamado por su responsable legal dentro de 10 días, puede ser adoptado, o será sacrificado en cuanto llegue el tiempo máximo que marque la ley.

### Refugios de puertas abiertas
Un refugio que acepta a todos los animales que vienen a su puerta sin una lista de espera. Un refugio de puertas abiertas no discrimina. Hay que tener en cuenta que los refugios tienen un aforo, que no reciben subvenciones y si en algún momento dicen no poder coger a ningún animal más, hay que comprenderlo.
Algunos no tienen límite de animales (todo depende de las normativas de los municipios y asociaciones) y se ven colapsados constantemente. Hay que ser siempre comprensivo con los problemas que esto acarrea, puesto que si algo gobierna el mundo de los refugios de animales, es la escasez de recursos.

### Santuario de animales
Los santuarios de animales cuidan de los animales durante el resto de sus vidas sin que necesariamente intenten buscarles otro hogar. Muchos de estos establecimientos aceptan a los animales que no son adoptables, como los animales cimarrones (gatos indomesticables), salvajes, animales de los que se ha abusado y que requieren cuidados especiales o únicos o animales en un estado médico que hace su adopción como animal de compañía difícil y poco probable.

### Organización de rescate
Las organizaciones de rescate animal no son refugios de animales, pero tienen el mismo objetivo de colocar animales sin hogar en familias adoptantes. 

### Métodos de financiación
Hoy en día las protectoras de animales ejercen una labor de gran envergadura al hacerse cargo de estas mascotas abandonadas, aunque esta labor trae consigo muchas dificultades contra las que se ven obligados a luchar diariamente, como lo es la financiación un tema muy peliagudo hoy en día en muchos aspectos .No está determinada una manera uniforme de financiación para todas las protectoras, cada una ejerce diferentes actividades con el fin de reunir la máxima suma posible para el mantenimiento de estas mascotas. Estos métodos de financiación entre otros son los siguientes:
- Aportaciones económicas de los socios.

- El trabajo de los voluntarios. (En ocasiones estos reciben cursos sobre las finalidades y necesidades de dichas protectoras para ayudar a una mayor conciencia de estos voluntarios)

- Ingresos atípicos (lotería, donativos, etc.).

- Tiene otras fuentes de financiación, como son los beneficios de Clínicas  Veterinarias.

- Subvención que reciben del Ayuntamiento.

Algunas protectoras fuertemente afectadas por la falta de recursos llevan a cabo actividades como son:
- Realizar  tres mercadillos solidarios al año.

- También usan el teaming, método por el que se puede pagar un euro al mes por Paypal.

- Se puede realizar un ingreso directo en el número de cuenta.

## Consejos si encuentra una mascota perdida

### a una mascota perdida?
Encontré a un perro Se debe llevar cuanto antes a la policía para comprobar si está identificado o no. El microchip no se puede leer si no es con un lector homologado.

## Otro tipo de soluciones
En los últimos años han proliferado asociaciones legalizadas o grupos de voluntarios que utilizando los medios que tienen a su disposición, intentan conseguir adoptantes, hogares temporales o casas de acogida para estos animales sin hogar. El objetivo prioritario es evitar que el perro sea sacrificado o bien viva en lugares propicios para tener una vida digna.